# Narodna galerija Slovenije
Narodna galerija Slovenije je osrednji muzej umetnosti starejših likovnih del v Sloveniji. Galerija hrani največjo zbirko likovnih del na slovenskem ozemlju od visokega srednjega veka do vključno dela 20. stoletja. Ustanovljena je bila leta 1918. Je javni zavod. Je kulturna, znanstvena in raziskovalna ustanova, ki preučuje, zbira, hrani ter s pomočjo razstavljanja in interpretacije umetnin posreduje javnosti zgodovino umetnostne ustvarjalnosti, naročništva in recepcije celotnega slovenskega kulturnega prostora. 
Svoje prostore ima v stavbi ljubljanskega Narodnega doma na Cankarjevi cesti in novem prizidku, na naslovu Puharjeva 9 v Ljubljani. Leta 1993 je bila palača Narodni dom razglašena za kulturni spomenik.

## Zgodovina
Septembra leta 1869, po Vižmarskem taboru, se je skupina slovenskih rodoljubov zavezala, da bodo zgradili Slovenski dom. V ta namen so nabirali prostovoljne prispevke ter prirejali veselice. Društvo Narodna galerija je bilo ustanovljeno 18. septembra 1918. Del prostorov je prevzelo leta 1919, potem ko je eno leto razstavljalo umetnine v ljubljanski Kresiji. V prostore Narodnega doma, kot se je kasneje objekt poimenoval, se je Narodna galerija preselila leta 1928. Prvo razstavo slovenskih avtorjev so odprli leta 1928, dokončno pa so jo uredili leta 1933. Leta 1945 je poslopje Narodnega doma postalo samo last Narodne galerije, ki je bila leta 1946 razglašena za državno ustanovo. V zgradbi je več let gostoval tudi Zavod za spomeniško varstvo, telovadno društvo Partizan pa je, podobno kot predhodniki telovadnih društev, ostalo v spodnjih prostorih od ustanovitve doma do leta 2010.

## Poslopje
Narodni dom je monumentalna palača z neorenesančno čelno fasado: Zgrajena je bila pred koncem 19. stoletja ob promenadi med mestnim jedrom in parkom Tivoli. Imela je manjši park, ki so ga po letu 1945 pozidali s Klubom poslancev. Zaradi prostorske stiske je bil leta 1993 severno od Narodnega doma zgrajen prizidek (arhitekt Ravnikar s sodelavci), kamor so preselili del zbirk, zgradbi je kasneje povezal vmesni trakt (Sadar in Vuga arhitekti). Sam Narodni dom je bil med leti 2012 in 2016 v celoti prenovljen. Po obnovi obsega 12 670 m² tlorisnih površin, od tega jih je 3955 m² namenjenih razstavni dejavnosti.

## Stalna razstava
Stalna zbirka obsega predvsem slovensko in umetnostno gradivo evropskih slikarskih šol od 12. do 20. stoletja, to so glede na vrsto:
- zbirka tabelnih slik in slik na platnu,
- zbirke kipov,
- zbirke del na papirju,
- zbirke fotografskih dokumentov premične umetnostne dediščine,
- specialne zbirke (dokumentarno gradivo, povezano z zbirkami).

Galerija prikazuje stalno umetniško razstavo od obdobja srednjega veka do zgodnjega 20. stoletja. V osrednjem steklenem vhodnem delu galerije je po prenovi leta 2006 razstavljen tudi originalni baročni Robbov vodnjak. 
Slike
- Neznani avtor: Vlad III. Drakula kot Poncij Pilat obsoja Jezusa (15. stoletje)
- Pietro Liberi: Antični prizor (17. stoletje)
- Jožef Tominc: Avtoportret (1830.)
- Pavel Künl: Ribji trg v Ljubljani, 1847
- Jurij Šubic: Pred lovom (19. stoletje)
- Ivana Kobilca: Kofetarca, (19. stoletje)
- Ivan Grohar: Sejalec (1907)

Skulpture
- Jezusovo trpljenje, skulpturi (14. in 15. vek)
- Miloška Venera (kopija)
- Franc Jožef I.
- Miltiad (rimska kopija)

Znani slovenski in evropski umetniki, ki so razstavljali v galeriji, so med drugim tudi:
- Anton Ažbe
- Giovanni Baglione
- Franc Bernekar
- Renato Birolli
- Massimo Campigli
- Giovanni Andrea Carlone
- Anton Cebej
- Ladislao de Gauss
- Lojze Dolinar
- Frans Francken II
- Friedrich Gauermann
- Ivan Grohar
- Rihard Jakopič
- Matija Jama
- Abraham Janssens
- Jacob Jordaens

Največjo zbirko lilkovnih del slovenskih avtorjev 20. stoletja hrani bližnja Moderna galerija v Ljubljani.